# (37626) 1993 SG2
1993 أس جي 2 (ويعرف أيضًا باسم (37626) 1993 أس جي 2 وفق تسمية الكوكب الصغير) (بالإنجليزية: 1993 SG2)‏ هو كويكب ضمن حزام الكويكبات؛ وترتيبه 37626 من حيث الاكتشاف.
اكتُشف هذا الجُرم الفلكي بواسطة Kin Endate ‏ في 19 سبتمبر 1993.

## وصلات خارجية
- (37626) 1993 SG2 في قاعدة بيانات مختبر الدفع النفاث لأجرام النظام الشمسي الصغيرة

- الاكتشاف · مخطط المدار ·  العناصر المدارية · المعلمات المادية

- (37626) 1993 SG2 على موقع ويكي سكاي: DSS2, SDSS, GALEX, IRAS, Hydrogen α, X-Ray, Astrophoto, Sky Map, Articles and images